# Sandro Viola
Alessandro Bonaventura Viola (Taranto, 2 giugno 1931 – Roma, 20 giugno 2012) è stato un giornalista italiano.

## Biografia
Alessandro, detto Sandro, fin da giovane sognava di fare lo scrittore tanto da buttar giù alcuni racconti, ma la famiglia preferì indirizzarlo verso le scienze giuridiche. Nell'ottobre del 1949 si iscrisse alla facoltà di giurisprudenza di Roma, ma in seguito ammise di aver messo piede all'ateneo capitolino solo due volte, una per l'iscrizione e l'altra per ritirare il libretto. Dopo l'esperienza romana, la famiglia lo mandò a studiare a Parigi, dove però non conseguì mai la laurea.
Negli anni 1960 sposò Fiore Pucci, dopo che lei ebbe ottenuto il divorzio dallo scrittore Raffaele La Capria; visse per anni a Cetona e poi a Roma dove morì, all'età di 81 anni, dopo una lunga malattia. Il 1º febbraio 1964 si iscrisse all'Ordine dei giornalisti del Lazio, facendo poi le sue prime esperienze lavorative scrivendo per Il Mondo e L'Illustrazione Italiana. Poco dopo cominciò a viaggiare e a scrivere per l'Espresso e La Stampa, occupandosi di Cina, Africa, Europa centro-orientale, Spagna e Portogallo, in quest'ultimo caso durante il periodo della rivoluzione dei garofani, oltreché di Medio Oriente e Unione Sovietica, i suoi due maggiori interessi professionali. Divenne presto uno dei giornalisti italiani più noti e apprezzati, tanto che il suo lavoro per La Stampa gli valse il Premiolino, il riconoscimento giornalistico più antico e prestigioso d'Italia, vinto nel 1972 per i suoi articoli sui giovani tupamaros tedeschi.

Viola al lavoro nel suo ufficio alla Repubblica nel 1984

Più tardi divenne una delle firme di punta della Repubblica, di cui fu editorialista fin dai tempi della fondazione: nel 1976 fu proprio Eugenio Scalfari a volerlo nella neonata redazione. A sua volta invitò a lavorare per la testata romana Bernardo Valli, il quale raccontò che fu proprio Viola la prima persona a parlargli del giornale, quando ancora era un progetto senza nome. Prima come corrispondente dall'estero e poi come inviato speciale, seguì tutti i grandi fatti contemporanei come il sequestro Moro, la guerra dei sei giorni e del Kippur, il colpo di Stato dei colonnelli in Grecia e le vicende che portarono al crollo del sistema sovietico; non mancarono dure prese di posizione contro personaggi del tempo, fra cui quella verso il giudice Giovanni Falcone.

## Riconoscimenti
- Premiolino (1972)